# Крістобаль (тропічний шторм, 2020)
Тропічний шторм Крістобаль (англ.  Tropical Storm Cristobal) —  ранній третій названий шторм в Північному Атлантичному океані, побив рекорд, встановлений Тропічним штормом Коліном у 2016 році, який сформувався 5 червня. Це також перший атлантичний тропічний шторм, який утворився в червні з моменту Тропічного шторму Брет в 2017 році, і перший червневий тропічний штом який здійснив вихід на берег в Мексиці після тропічного шторму Даніель в 2016 році. Третя названа буря сезону ураганів в Атлантичному океані 2020 року, Крістобаль утворилася 1 червня над бухтою Кампече від залишків Тропічного шторму Аманда в  Тихому океані.

## Зона впливу
Великі розміри Крістобаля призвели до того, що це вплинуло на більшу частину Центральної Америки та Південної Мексики, а також узбережжя  США та Середнього Заходу. У поєднанні з Амандою Кристобаль призвів до майже тижневих руйнівних опадів через Гватемалу, Сальвадор та південну Мексику. У мексиканському штаті Юкатан було пошкоджено понад 230 000 гектарів сільськогосподарських культур, що призвело до шкоди в 184 мільйонів доларів США. Буря спричинила загибель кількох людей у Мексиці та Сальвадорі. Крістобаль також спричинив численні смерчі вздовж узбережжя США і затоки. Всього Крістобаль завдав 675 мільйонів доларів США збитків та чотирьох загиблих.